# Jamada Kóta
Jamada Kóta (山田 康太) (Kanagava prefektúra, 1999. július 10. –) japán válogatott labdarúgó.

## Pályafutása

### Klubcsapatokban
A labdarúgást a Jokohama F. Marinos csapatában kezdte. Később játszott még a Nagoya Grampus és a Mito HollyHock csapatában.

### Válogatottban
A japán U20-as válogatott tagjaként részt vett a 2019-es U20-as labdarúgó-világbajnokságon.